# چستر ای. لایونس
چستر اِی. لایونس (انگلیسی: Chester A. Lyons؛ ۲۶ مه ۱۸۸۵ – ۲۷ نوامبر ۱۹۳۶) فیلم‌بردار اهل ایالات متحده آمریکا بود.
از فیلم‌هایی که وی در آن‌ها نقش داشته است، می‌توان به سکویا، بامب‌شل، دختر بد، بهشت مجردها، گردباد ملایم، مرد و دوشیزه، دایره و خوشبختی اشاره نمود.